# Route nationale 61 (Estonie)
Pour les articles homonymes, voir Route nationale 61.
La route nationale 61 (Tugimaantee 61) est une route nationale estonienne reliant Põlva à Reola. Elle mesure 37,1 km.

## Tracé
- Comté de Põlva
  - Põlva
  - Mammaste (en)
  - Aarna (en)
  - Kiidjärve (en)
  - Koorvere (en)
  - Valgemetsa (en)
  - Leevijõe (en)
  - Vastse-Kuuste
  - Vooreküla (en)
- Comté de Tartu
  - Talvikese
  - Sirvaku
  - Lalli
  - Rebase
  - Vana-Kuuste
  - Uhti
  - Reola